# Basilio Auqui
Pablo Basilio Auqui Huaytalla (Incaraccay, Pampa Cangallo, 18 de febrero de 1750-Huamanga, febrero de 1822) más conocido como Basilio Auqui, fue un jefe morochuco, héroe y mártir de la independencia del Perú. Considerado el primer libertador en el Perú al frente de los jinetes morochucos, organizó guerrillas en la sierra sur peruana y infligió varias derrotas a las fuerzas realistas, apoyando a la rebelión del Cuzco de 1814, y luego a las fuerzas libertadoras del general José de San Martín, entre 1820 y 1822. Delatado por un desertor, fue capturado y fusilado, junto con su mujer, hijos y nietos. Es el héroe principal de Cangallo y símbolo de la lucha contra la injusticia y la opresión.

## Biografía
Basilio Auqui fue arriero de ocupación y miembro del pueblo de los morochucos de Cangallo. Hastiado de los abusos y discriminaciones del régimen español, en 1814 simpatizó con la rebelión independentista de los hermanos Angulo del Cuzco. Junto a sus paisanos se unió a las fuerzas de Mariano Angulo y el 7 de octubre de 1814 concurrió al pronunciamiento popular efectuado en el pueblo de Cangallo. Luego combatió a las fuerzas realistas del teniente coronel Vicente González, en las batallas de Huanta y Matará (27 de enero de 1815), y en las de Rucumachay, Atuntoccto y Atungana (18 de febrero de 1815).
En 1820, acudió al llamado del coronel Juan Antonio Álvarez de Arenales, quien había sido enviado a Huamanga por José de San Martín para formar guerrillas. Estuvo presente en la proclamación de la independencia celebrada en la plaza mayor de Huamanga, el 30 de octubre de 1820.
Desde entonces lideró una partida de montoneros que lucharon contra el general realista José Carratalá en las alturas de Ayacucho. Fue la guerrilla más famosa y la que más tiempo actuó en esa zona de los Andes peruanos, durante la guerra de independencia. Auqui, con más de 70 años, organizó en Pampa Cangallo un escuadrón de caballería para luchar contra los opresores españoles, mediante la táctica de las guerrillas. En esa tropa de jinetes morochucos tuvo como oficiales a un hijo y siete nietos suyos, por lo cual la unidad fue conocida también como Escuadrón de los Auqui.
Mediante  un ingenioso estratagema, Auqui y los suyos rodearon y derrotaron a un destacamento de caballería realista de unos 400 efectivos (regimiento fernandino) en las alturas de Seqchapampa o Sachabamba (en el actual distrito de Chiara). La estrategia consistió en desviar el cauce de un riachuelo para inundar una pampa, a la que luego cubrieron con pastizales y piedras como camuflaje; los realistas, confiados, avanzaron sobre la pampa en persecución de los morochucos, pero sus caballerías quedaron atascadas en el terreno, de modo que los morochucos pudieron derribarlos con sus lazos y boleadoras, acabando con varios de ellos; se dice que solo se salvaron 90 (fines de noviembre de 1821).
Tantos estragos causó a las fuerzas realistas de Carratalá, que este, en represalia, ordenó la destrucción total del pueblo de Cangallo, el 17 de diciembre de 1821, e incluso fijó un cartel en el pueblo con la siguiente inscripción:

Queda reducido a cenizas y borrado para siempre del catálogo de los pueblos el criminalísimo Cangallo, cuyos habitantes, continuando en su perfidia, se han negado en su fuga y sus excesos a la fraternidad con que mis tropas han mirado a los demás del partido. En terreno tan proscripto nadie podrá reedificar y se trasmitirá la cabeza de la Sub-delegación a otro pueblo más digno: mayores castigos dictará aún el brazo invencible de la justicia, para que no quede memoria de un pueblo tan malvado que sólo puede llamarse nidero de ladrones, asesinos y toda clase de delincuentes. Sirva de escarmiento a todas las demás poblaciones del distrito.
Carratalá. Cuartel general de Putica.

Pero nada de eso doblegó a Auqui y a sus morochucos, que continuaron batallando con más ímpetu. Su última victoria la obtuvieron el 18 de enero de 1822, cuando atacaron por sorpresa  a las fuerzas realistas cerca del pueblo de Chuschi. Solo mediante la traición, los realistas lograron finalmente atrapar a Auqui. Este y los suyos se hallaban retirados en las solitarias punas de Quilleatipe, cuando se vieron rodeados por una tropa de 200 realistas, que habían sido conducidos por un desertor apodado Quinto, seducido por una recompensa. Sin poder oponer resistencia, los Auqui fueron hechos prisioneros y conducidos al cuartel de Santa Catalina en la ciudad de Huamanga.
Basilio Auqui fue fusilado a finales de febrero de 1822 en Carmen Alto de Ayacucho. Antes de morir fue obligado a presenciar la muerte de su mujer, hijos y nietos.